# Сабурова, Ирина Евгеньевна
Ирина Евгеньевна Сабурова (наст. Ирина Евгеньевна Кутитонская, лит. псевд.: А. Ильев, И. Ильнева, Ир Клен, Ирина Раэр, И. Тонский, 19 марта (1 апреля) 1907, Рига — 22 ноября 1979, Мюнхен) — русская писательница и поэтесса, переводчица.

## Биография
Жила в Риге, печататься стала в 1922 году, первый сборник рассказов «Тень синего марта» вышел там же в 1938 году. Издавалась под несколькими литературными псевдонимами, в частности под псевдонимом И. Тонский переводила на русский язык романы Эдгара Уоллеса.
У Ирины Евгеньевны Сабуровой был сын Олег 1927 года рождения. Ирина Евгеньевна была маленькой, худенькой брюнеткой, очень эрудированной, начитанной; кроме того, что писала книги, увлекалась рисованием, писала и картины. Летом, кроме воспитания своего сына, занималась образованием крестьянских детей. Сборник рассказов «Тень синего марта» — это описание деревенского быта хутора и деревни с их реальными обитателями. После окончания Второй мировой войны Ирина Евгеньевна оказалась в Германии, где жила до самой смерти. Супруга поэта и публициста Александра Михайловича Перфильева. В Германии вышла во второй раз замуж за барона Розенберга, бывшего морского офицера русской службы.
Является прототипом Ирины Забубенной в романе Г. П. Климова «Имя моё легион».

## Произведения
- «Тень синего марта», 1938
- «Королевство Алых Башен», 1947
- «Корабли Старого Города», 1950
- «Разговор молча», 1956
- «Бессмертный лебедь», 1956
- «Копилка времени», 1957
- «После», 1960
- «Счастливое зеркало», 1966
- «О нас», 1972
- «Королевство», 1976